# Samir Ujkani
Samir Ujkani (Vushtrri, 5 de julho de 1988) é um futebolista kosovar que joga na posição de goleiro. Atualmente está sem clube. Ele nasceu no atual Kosovo, optando por jogar na Seleção Albanesa de Futebol. Também veio a defender a Seleção Kosovar de Futebol após esta receber chancela oficial da FIFA.

## Biografia
Ujkani nasceu em Resnik, uma vila que agora faz parte de Vushtrri, um município do atual Kosovo. Sua família se mudou para a Bélgica quando ele tinha 6 anos.

## Carreira
Ujkani jogou daté Junho de 2007 para o RSC Anderlecht Sub-19, e jogou por 10 vezes por sua equipe. Em junho de 2007, ele assinou um contrato de 5 anos com o Palermo da Itália.
Em 26 de Abril de 2009 ele fez sua estréia profissional com o Palermo, substituindo o goleiro lesionado Marco Amelia durante uma partida da Série A contra o Milan no San Siro.
Em Julho de 2009 ele foi emprestado para o Novara Calcio da Série C1 Italiana, sendo trocado pelo jogador Giacomo Brichetto. Ele jogou como primeiro goleiro por uma temporada inteira, e foi o protagonista da promoção do time a Série B, apesar de ter perdido a parte final da temporada por conta de uma lesão. Isso levou o Novara a pedir ao Palermo para prorrogar seu empréstimo, o que foi aceito pelo clube.

## Carreira internacional
Ujkani recebeu um convite para jogar na Seleção Albanesa de Futebol Sub-21, e fez sua estréia dia 1° de Junho de 2007, em um jogo de qualificação européia contra a Itália Sub-21.
Em 6 de outubro de 2008 ele recebeu sua primeira convocação para a equipe sênior da Albânia, ele fez sua estréia contra a Geórgia em um empate de 1-1.
Em 2014, a seleção kosovar passou a receber chancela oficial da FIFA para amistosos e Ujkani foi um dos principais jogadores presentes na estreia, contra o Haiti.